# Dal-Edvin Norberg
Dal-Edvin Norberg, egentligen Edvin Andersson,  född 10 mars 1905 i Orsa församling, Dalarna,  död 29 april 1995 i Norberg, Västmanland , var en svensk konstnär och skulptör. 

## Biografi
Hans far var Lars Anders Andersson född 1866 i Mora och modern Kerstin Ersdotter född 1870 i Orsa. Dal-Edvins föräldrar bodde cirka 1895–1905 i Förenta staterna men flyttade tillbaka till Orsa när sonen skulle födas. 1913 flyttade familjen till Västanfors. Det var i den vevan han började ta sina första stapplande steg med pensel och färg. Så småningom hamnade han i Norberg, som han sedan blev trogen genom alla åren. Ateljén har Dal-Edvin haft på flera håll i Norberg, bland annat på Abrahamsgården. Dal-Edvin avled 1995 i Norberg.

## Konstnärlig verksamhet
Dal-Edvin hämtade många av sina motiv från Norberg. Speciell dragningskraft hade området kring Norbergsån. Det är något utländskt över det hela med annat ljus och andra färger. Hans besök i Spanien  inspirerade och gav motiv. En period hade hans verk stor detaljrikedom i tavlorna medan de senare verken ofta är mera utsuddade och diffusa i stilen. 
Dal-Edvin har gjort predikstolen i Brukskyrkan i Fagersta . Väggmålningarna i det så kallade vita rummet i Elsa Andersons Konditori i Norberg gjordes av Dal-Edvin 1954 och föreställde gamla motiv från Norberg. Dal-Edvin visades verk i en utställning på Nya Lapphyttan i Norberg sommaren 2013.